# Conselho de Finanças Públicas
O Conselho de Finanças Públicas (CFP) é um organismo independente responsável pela fiscalização do cumprimento das regras orçamentais pelo governo português. Foi criado em 2011, integrado num conjunto de reformas na sequência da crise financeira global de 2008. Em 2013, o sei mandato foi alargado para dar ao CCF o papel oficial de endossar as previsões macroeconómicas do governo. Entre 2012 e 2019, o CFP foi presidido pela economista Teodora Cardoso.